# Mars Desert Research Station

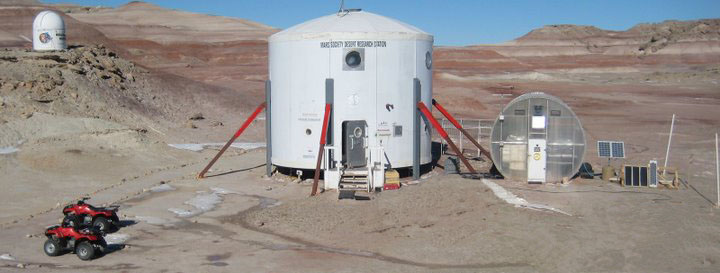
Le site du Mars Desert Research Station

Mars Desert Research Station est un laboratoire de recherche simulant ce qui pourrait être une base habitée sur la planète Mars. Elle est située en Utah, à proximité du village de Hanksville.

## Historique
C'est le deuxième site du projet Mars Analogue Research Station de la NASA et du Mars Institute. Il a été construit au début des années 2000.
L'objectif est d'étudier la faisabilité de l'exploration humaine sur Mars, en utilisant le désert de l'Utah comme lieu simulant les conditions de vie sur la planète rouge.
Le site accueille chaque année des étudiants de l'Institut supérieur de l'aéronautique et de l'espace pour la durée de stages de trois semaines.

## Description
Le site est accidenté et rocheux, et ressemble à un panorama martien. La station comporte un bâtiment principal en forme de cylindre à deux étages servant de lieu de vie et d'hébergement, un observatoire solaire financé par SpaceX, une serre, un atelier robotique, et un dôme d'expériences scientifiques.
Les conditions d'isolement et de confinement sont proches de celle d'une mission habitée sur Mars, sans pour autant prétendre recréer les véritables conditions martiennes. Les missions de trois semaines ont servi en particulier à sélectionner les candidats à des missions plus longues comme HI-SEAS ou expérience Mars 500.

## Galerie

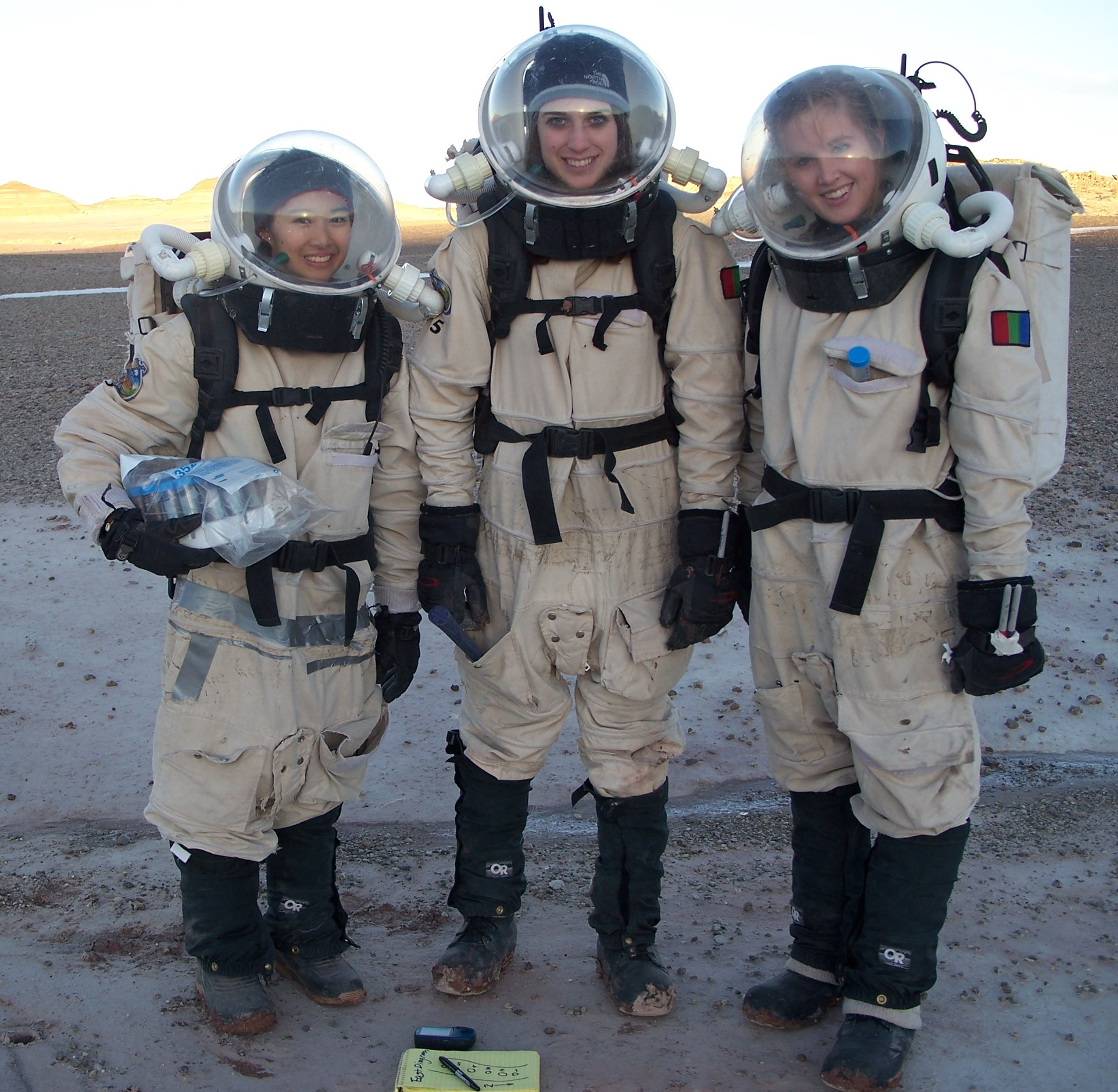
Une équipe de scientifiques du MDRS
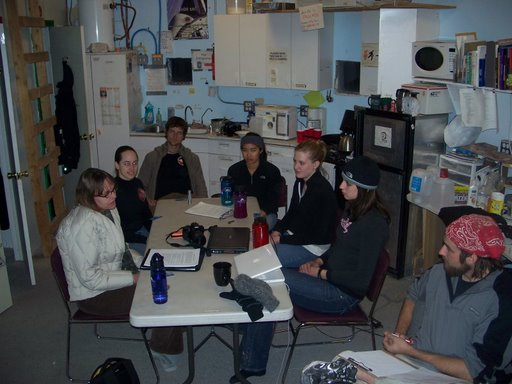
Intérieur de la station
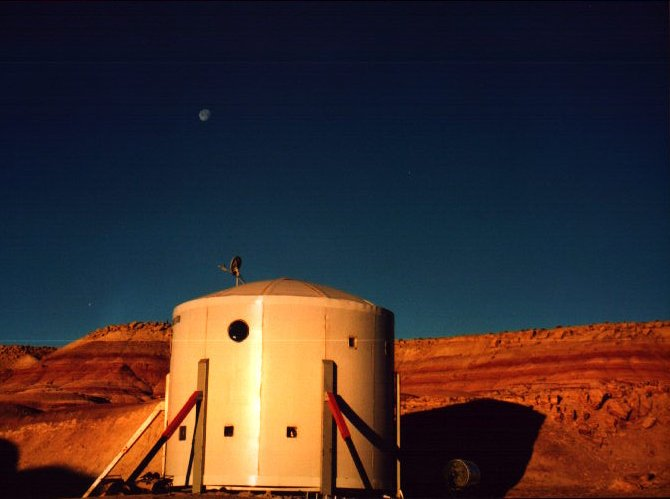
Extérieur de la station le matin